# Colônia (bairro de São Paulo)
O bairro Colônia, também conhecido como Colônia Paulista, é um bairro situado no extremo sul de São Paulo, no distrito de Parelheiros. 

## História
Seu nome original era "Colonia Alemã", mas teve de ser mudado quando na Segunda Guerra Mundial o presidente Getúlio Vargas impôs regras contra o ensino em línguas estrangeiras nas escolas de imigrantes e seus descendentes, sobretudo alemães, japoneses e italianos. 
Esse bairro foi um assentamento de imigrantes alemães por volta do século XIX. Entre seus fundadores estão as famílias Klein, Reimberg, Guilger, Roschel, Gerstenberger, Gottsfritz, Cazac, Christe e Schunck. Ainda é comum se encontrarem sobrenomes de tais fundadores no bairro e no distrito de Cipó-Guaçu, distrito que faz divisa com o bairro e pertence ao município de Embu-Guaçu. 
O bairro Colônia possui o primeiro cemitério particular e protestante de São Paulo (Cemitério de Colônia), embora, a princípio, imigrantes alemães luteranos não possuíssem igreja própria para se congregarem e eram forçados a ouvir missas na igreja matriz de Santo Amaro, sede do então município de Santo Amaro. O bairro, que começou a ser ocupado no Século XIX, sofreu muita pressão do governo brasileiro na Era Vargas em razão da cultura do bairro.

## Geografia
A demarcação da Cratera de Colônia foi estabelecida em 2007 pela Prefeitura e definida no ano anterior.
A aldeia indígena Tenondé Porã, o território e a população de mais de cem famílias e de cerca da 900 pessoas sendo majoritariamente crianças, são propriedade do Governo Federal e da União, formado por mais de cem famílias e cerca da 900 pessoas, maioria crianças, demarcada na Década de 1980, quase trinta anos mais velha que a maioria esmagadora da população indígena.
Com o estabelecimento da Cratera da Colônia, a ocupação teve de ser contida.

## Composição étnica
O Bairro possui influências alemã, na qual ocupou inicialmente o bairro no Século XIX, que foram reprimidas na época da Era Vargas. No século posterior, passado mais de 70 anos, um tempo bem maior que a faixa etária da população do bairro a repressão de Vergas ainda não foi perdoada. 
Desde a Era Vargas, e com mais força desde a gestão de Jânio Quadros e Luiza Erundina, a região passou a ter influência étnica nordestina e influência mista.